# Roy Chapman Andrews

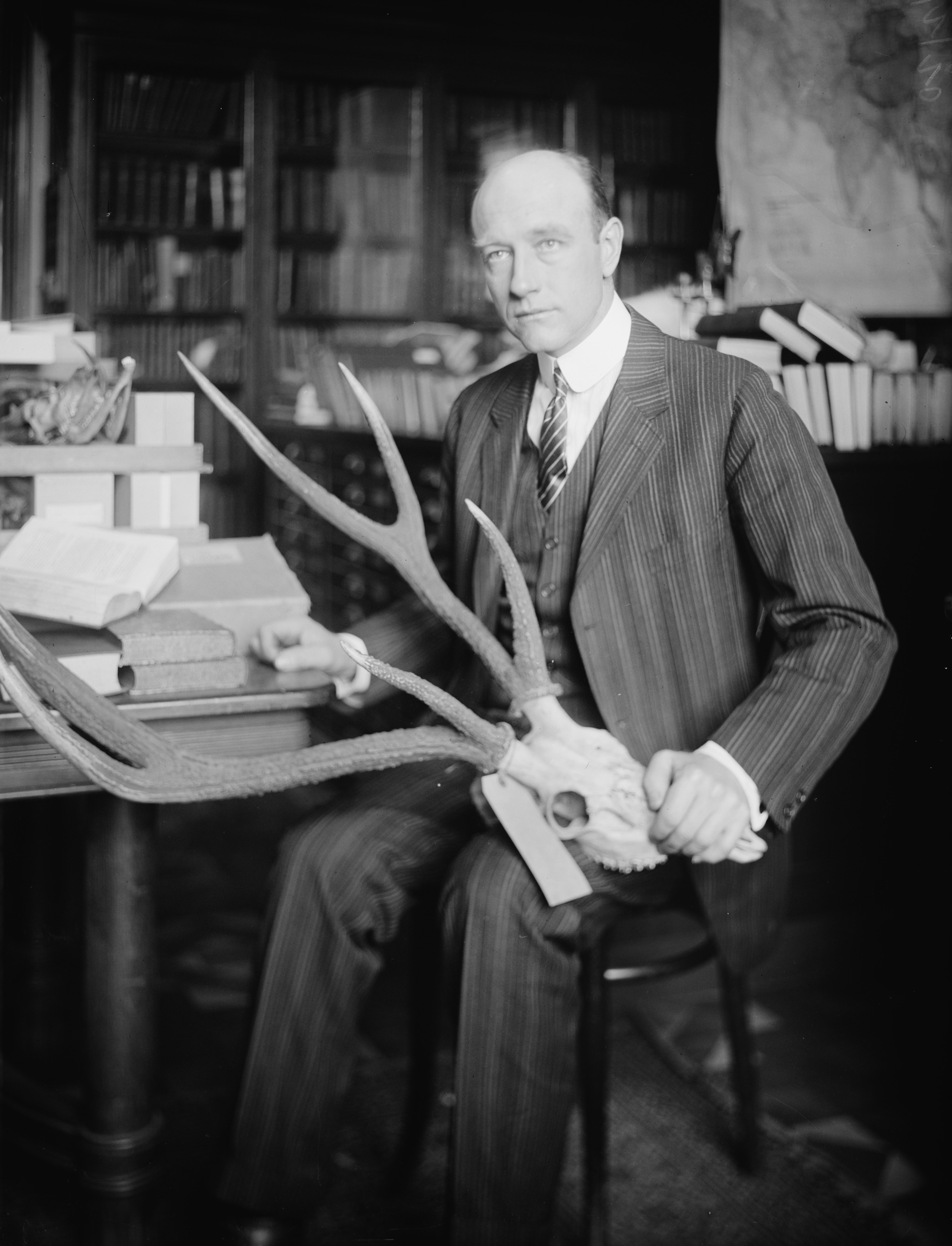
Roy Chapman Andrews

Roy Chapman Andrews (* 26. Januar 1884 in Beloit, Wisconsin; † 11. März 1960 in Carmel, Kalifornien) war ein US-amerikanischer Forscher, Abenteurer, Paläontologe und Direktor des American Museum of Natural History.
In erster Linie bekannt wurde er für seine Expeditionen durch das geteilte China im frühen 20. Jahrhundert sowie in die Wüste Gobi und die Mongolei. Die Expeditionen brachten eine Fülle an neuen Erkenntnissen sowie Funde von Dinosauriereiern.
Vielfach wird von Andrews’ beinahe tödlichen Zusammenstößen berichtet, unter anderem mit Walen, Haien, Pythons, sowie bewaffneten chinesischen Banditen. Mehrfach wurde er irrtümlich für tot erklärt. Douglas Preston vom American Museum of Natural History schrieb:
Andrews ist angeblich die Vorlage für die Filmfigur Indiana Jones. Andrews war ein perfekter Selbstdarsteller. Er entwarf sein Image und lebte es unfehlbar – es gab keine Flecken auf seiner weißen Weste. Roy Chapman Andrews: berühmter Forscher, Dinosaurierjäger, ein Beispiel angelsächsischer Tugenden, Meisterschütze, Kämpfer gegen mongolische Räuber, der Mann der den Begriff „Äußere Mongolei“ prägte.

## Frühes Leben und Erziehung
Roy Chapman Andrews wurde am 26. Januar 1884 in Beloit im US-Bundesstaat Wisconsin in der 419 St. Lawrence Avenue geboren. Als Kind erforschte er die umliegenden Wälder, Felder und Gewässer und begann seine Schießkünste zu entwickeln. Er eignete sich selbst die Kunst der Tierpräparation an und nutzte dieses Hobby später, um sein Studium am Beloit College zu finanzieren, an dem er bald Mitglied von Sigma Chi wurde, einer der größten Vereinigungen männlicher Studenten innerhalb der USA.
Am 31. März 1905, während seines Junior-Jahres am College, befuhr Andrews mit seinem Freund Monthy White den Rock River. Die Wetterbedingungen waren mehr als schlecht, sodass ihr Boot im rauen Fluss kenterte. Während Andrews überlebte, starb sein Freund im kalten Wasser.
Nach dem College-Abschluss im darauf folgenden Jahr nutzte Andrews das durch die Präparation von Tieren verdiente Geld, um eine Reise nach New York City zu finanzieren, wo er eine Anstellung am American Museum of Natural History anstrebte. Nachdem man ihm eröffnet hatte, dass es keine offenen Lehrstellen gebe, nahm er einen Job als Hausmeister in der Taxidermie-Abteilung des Museums an, und begann in seiner Freizeit Proben und Muster für selbige zu sammeln. In den folgenden Jahren arbeitete und studierte er parallel und erwarb seinen Abschluss in Zoologie an der Columbia University.

## Berufliche Laufbahn
Von 1909 bis 1910 reiste Andrews an Bord der USS Albatross nach Ost-Indien, wo er Schlangen und Eidechsen sammelte und Meerestiere beobachtete. Er heiratete Yvette Borup im Jahre 1917. Andrews und seine Frau leiteten die zoologische Expedition durch einen Großteil West- und Süd-Yunnans sowie durch viele andere Provinzen Chinas. In seinem Buch „Camps and Trails in China“ hielt er ihre Erlebnisse fest. Zwischen 1912 und 1914 forschte er in der im Süden Koreas gelegenen Hafenstadt Ulsan über Grauwale.
1920 begann er mit der Planung seiner Expedition in die Mongolei, im Rahmen welcher er mit einer Flotte von Dodge-Automobilen von Peking aus in westlicher Richtung reiste. Im Jahre 1922 entdeckte seine Expedition die fossilen Überreste eines Indricotherium (später umbenannt in Paraceratherium), eines gewaltigen hornlosen Rhinozeros, welche an das Museum zurückgesandt wurden und es am 19. Dezember des gleichen Jahres erreichten.
Am 13. Juli 1923 entdeckte die Expedition als erste weltweit fossile Dinosauriereier. Ursprünglich nahm man an, dass es sich um die Eier des Ceratopsiers Protoceratops handele. 1995 stellte sich jedoch nach weiteren Untersuchungen heraus, dass die Eier dem Theropoden Oviraptor zuzuordnen sind.
Walter W. Granger seinerseits entdeckte einen Schädel, der auf die Kreidezeit datiert wurde. 1925 informierte das Museum die Expeditionsteilnehmer darüber, dass es sich um einen Säugetierschädel handele, dieser also besonders selten und somit wertvoll sei. Weitere Funde folgten. Zwischen 1926 und 1929 fanden keine weiteren Expeditionen statt. 1928 erhoben die chinesischen Behörden Anspruch auf die Funde. Die für 1929 geplante Expedition wurde gestoppt. Erst 1930 gelang es ihm, auf einer letzten Reise weitere Säugetier-Fossilien zu finden. Später im selben Jahr kehrte Andrews in die Vereinigten Staaten zurück, wo er sich von seiner Frau scheiden ließ, mit der er zwei Söhne hatte. Sechzig Jahre nach Andrews’ erster Expedition wurde das Amerikanische Museum für Naturgeschichte von der mongolischen Regierung eingeladen, seine Forschungen wieder aufzunehmen.
1927 wurde ihm von den Boy Scouts of America der Titel eines Honorary Scout verliehen, eine Auszeichnung, welche im selben Jahr eingeführt worden war und bisher nur an weitere 18 Träger vergeben wurde. Diese Auszeichnung wurde verliehen an „Amerikanische Bürger, welche durch ihre Leistungen im Wettstreit mit der Natur, Entdeckungen und erstrebenswerte Abenteuer von so herausragendem Charakter sind, das sie die Vorstellungskraft unserer Jugend beflügeln…“. Ebenfalls 1927 wurde er zum Mitglied der American Philosophical Society gewählt.
Andrews trat dem Explorers Club in New York 1908 bei, vier Jahre nach dessen Gründung. Später übte er in dieser Vereinigung das Amt des Präsidenten von 1931 bis 1934 aus.
Im selben Jahr (1934) wurde Andrews schließlich Direktor des Amerikanischen Museums für Naturgeschichte. In seinem Buch „The Business of Exploring“ schrieb er:
„I was born to be an explorer…There was never any decision to make. I couldn't do anything else and be happy.“
„Ich wurde geboren, um ein Entdecker zu sein […] Es gab niemals eine Alternative für mich. Ich hätte nichts anderes tun, und dabei so erfüllt sein können.“
Im Jahr 1942 ließ Andrews sich in Carmel-by-the-Sea, Kalifornien nieder und schrieb dort während seines Ruhestands über sein Leben. Dort verstarb er 1960. Er wurde auf dem Oakwood-Friedhof in seiner Heimatstadt Beloit begraben.

## Bücher
- Monographs of the Pacific Cetacea. 1914–1916
- Whale Hunting With Gun and Camera. 1916
- Camps and Trails in China. 1918
- Across Mongolian Plains. 1921
- On The Trail of Ancient Man. 1926
- Ends of the Earth. 1929
- The New Conquest of Central Asia. 1932
- This Business of Exploring. 1935
- Exploring with Andrews. 1938
- This Amazing Planet. 1939
- Under a Lucky Star. 1943
- Meet your Ancestors. A Biography of Primitive Man. 1945
- An Explorer Comes Home. 1947
- My Favorite Stories of the Great Outdoors Editor. 1950
- Quest in the Desert. 1950
- Heart of Asia: True Tales of the Far East. 1951
- Nature's Way: How Nature Takes Care of Her Own. 1951
- All About Dinosaurs. 1953
- All About Whales. 1954
- Beyond Adventure: The Lives of Three Explorers. 1954
- Quest of the Snow Leopard. 1955
- All About Strange Beasts of the Past. 1956
- In the Days of the Dinosaurs. 1959

Deutsch
- Auf der Fährte des Urmenschen. F. A. Brockhaus, Leipzig 1927.
- Mit Harpune, Büchse und Spaten. Ein Forscherleben unserer Tage. F. A. Brockhaus, Leipzig 1931.
- Dinosaurier in der Gobi. F. A. Brockhaus, Leipzig 1951. (Aus: Auf der Fährte des Urmenschen. F. A. Brockhaus, Leipzig 1927)